# Dinemasporium fimeti
Dinemasporium fimeti är en lavart som beskrevs av Plowr. & W. Phillips 1876. Dinemasporium fimeti ingår i släktet Dinemasporium, ordningen kolkärnsvampar, klassen Sordariomycetes, divisionen sporsäcksvampar och riket svampar.   Inga underarter finns listade i Catalogue of Life.